# Biocatalisador
Um biocatalisador é um catalisador das reações bioquímicas dos seres vivos, são considerados biocatalisadores as enzimas, os hormônios e as vitaminas. Um biocatalisador atua na redução ou um aumento da energia de ativação de uma reação química, afetando a velocidade de uma reação, mas emergindo do processo inalterada. Cada reação química nos seres vivos, sejam unicelulares ou multicelulares, requer a presença de um ou mais biocatalisadores (enzimas), pois, sem elas, estas reações ocorreriam sem nenhuma ordem.
Na maioria dos casos, os biocatalizadores são enzimas e, mais raramente também ribozimas.